# ФК Слобода Тузла
ФК Слобода Тузла је фудбалски клуб из Тузле, Федерација БиХ, БиХ. Клуб се такмичи у Премијер лиге БиХ.
Основан је 1919. године, под именом ФК Горки, а данашње име добио 1928. године. Утакмице игра на стадиону Тушањ, капацитета 7.000 гледалаца. Навијачка група клуба се зове Фукаре.

## Успеси

### Домаћи
- Премијер лига Босне и Херцеговине:
  - Друго место (1): 2015/16.
- Прва лига Југославије:
  - Треће место (1): 1976/77.
- Друга лига Југославије:
  - Првак (1):: 1958/59.
- Куп Босне и Херцеговине:
  - Финалиста (2): 2007/08, 2008/09 , 2015/16.
- Куп Југославије:
  - Финалиста (1): 1970/71.
- Прва лига Федерације Босне и Херцеговине:
  - Првак (1): 2013/14.

### Међународни
- Интертото куп:
  - Освајач (1): 1983.

## ФК Слобода у европским такмичењима
| Сезона   | Такмичење        | Коло        | Држава    | Клуб             | Резултат           |
| -------- | ---------------- | ----------- | --------- | ---------------- | ------------------ |
| 1977/78. | УЕФА куп         | 1. коло     |           | Лас Палмас       | 0:5, 4:3           |
| 2003.    | Интертото куп    | 1. коло     | Исланд    | Акирејри         | 1:1, 1:1 (3:2 пен) |
|          |                  | 2. коло     | Белгија   | Лирс             | 1:0, 1:5           |
| 2004.    | Интертото куп    | 1. коло     | Словенија | Публикум Цеље    | 1:2, 1:0 (п.г.г)   |
|          |                  | 2. коло     | Словачка  | Спартак Трнава   | 1:2, 0:1           |
| 2016/17. | УЕФА лига Европе | 1. коло кв. | Израел    | Беитар Јерусалим | 0:0, 0:1           |

## ФК Слобода на вечној табели клубова уПремијер лига БиХод оснивања 2002/03.
Стање после сезоне 2015/16.
| Плас. | Клуб    | Број сезона | ИГ  | Д   | Н  | ИЗ  | ГД  | ГП  | ГР | Бод |
| ----- | ------- | ----------- | --- | --- | -- | --- | --- | --- | -- | --- |
| 7.    | Слобода | 12          | 368 | 158 | 61 | 149 | 420 | 413 | +7 | 535 |